# Wielka Brytania na Letnich Igrzyskach Olimpijskich 1900
Wielką Brytanię na II Letnich Igrzyskach Olimpijskich w roku 1900 w Paryżu reprezentowało 108 sportowców (107 mężczyzn i 1 kobieta), startujących w 19 dyscyplinach.

## Zdobyte medale
| Medal  | Zawodnik | Dyscyplina    | Konkurencja                    | Rezultat                                                          |
| ------ | --- | ------------- | ------------------------------ | ----------------------------------------------------------------- |
| Złoto  | Alfred Tysoe | Lekkoatletyka | Bieg na 800 m                  | 2:01,2                                                            |
| Złoto  | Charles Bennett | Lekkoatletyka | Bieg na 1500 m                 | 4:06,20                                                           |
| Złoto  | John Rimmer | Lekkoatletyka | Bieg na 4000 m z przeszkodami  | 12:58,40                                                          |
| Złoto  | Charles Beachcroft Arthur Birkett Alfred Bowerman George Buckley Francis Burchell Fred Christian Harry Corner Frederick Cuming William Donne Alfred Powlesland John Symes Montagu Toller                                                  | Krykiet       | Turniej mężczyzn               |                                                                   |
| Złoto  | Claude Buckenham Tom Burridge Alfred Chalk William Gosling Henry Haslam James Jones John Nicholas William Quash Frederick Spackman Richard Turner Jack Zealley                                                                            | Piłka nożna   | Turniej mężczyzn               |                                                                   |
| Złoto  | Algernon Maudslay Lorne Currie John Gretton, Jr. | Żeglarstwo    | Klasa otwarta                  | 5:56;17                                                           |
| Złoto  | Algernon Maudslay Lorne Currie John Gretton, Jr. | Żeglarstwo    | Klasa 0,5-1 tony               | 3:39;45                                                           |
| Złoto  | John Howard Taylor Harry Jefferson Edward Hore | Żeglarstwo    | Klasa 3-10 tony wyścig 2       | 4:14;58                                                           |
| Złoto  | John Arthur Jarvis | Pływanie      | 1000 m stylem dowolnym         | 13:40,20                                                          |
| Złoto  | John Arthur Jarvis | Pływanie      | 4000 m stylem dowolnym         | 58:24,00                                                          |
| Złoto  | Thomas Coe Robert Crawshaw William Henry John Arthur Jarvis Peter Kemp Frederick Stapleton | Piłka wodna   | Turniej mężczyzn               | w finale pokonali Belgię 7:2                                      |
| Złoto  | Lawrence Doherty | Tenis ziemny  | Gra pojedyncza mężczyzn        | 6:4, 6:2, 6:3 pokonał Harolda Mahoney                             |
| Złoto  | Charlotte Cooper Sterry | Tenis ziemny  | Gra pojedyncza kobiet          | 6:1, 6:4 pokonała Hélène Prévost                                  |
| Złoto  | Lawrence Doherty Reginald Doherty | Tenis ziemny  | Gra podwójna mężczyzn          | 6:1, 6:1, 6:0 pokonali debel B. Spalding De Garmendia, M. Decugis |
| Złoto  | Charlotte Cooper Sterry Reginald Doherty | Tenis ziemny  | Gra mieszana                   |                                                                   |
| Srebro | Charles Benett | Lekkoatletyka | Bieg na 4000 m z przeszkodami  | 12:58,60                                                          |
| Srebro | Sidney Robinson | Lekkoatletyka | Bieg na 2500 m z przeszkodami  | 7:35,20                                                           |
| Srebro | Patrick Leahy | Lekkoatletyka | Skok wzwyż                     | 1,78 m                                                            |
| Srebro | Walter Rutherford | Golf          | Turniej mężczyzn indywidualnie |                                                                   |
| Srebro | Frank Bayliss John Henry Birtles James Cantion Arthur Darby Clement Deykin L. Hood M.L. Logan Herbert Loveitt Herbert Nicol Valentine Smith M.W. Talbot Joseph Godfrey Wallis Claude Whittindale Raymond Whittindale Francis Henry Wilson | Rugby union   | Turniej mężczyzn               |                                                                   |
| Srebro | Harold Mahony | Tenis ziemny  | Gra pojedyncza mężczyzn        | 4:6, 2:6, 3:6 przegrał z Laurence Doherty                         |
| Brąz   | Sidney Robinson | Lekkoatletyka | Bieg na 4000 m z przeszkodami  | 12:58,80                                                          |
| Brąz   | Patrick Leahy | Lekkoatletyka | Skok w dal                     | 6,95 m                                                            |
| Brąz   | David Robertson | Golf          | Turniej mężczyzn indywidualnie |                                                                   |
| Brąz   | St George Ashe | Wioślarstwo   | Jedynka mężczyzn               | 8:15,60                                                           |
| Brąz   | Edward Hore | Żeglarstwo    | Klasa jachtów 10-20 ton        |                                                                   |
| Brąz   | Peter Kemp | Pływanie      | 200 m z przeszkodami           | 2:47,40                                                           |
| Brąz   | Reginald Doherty | Tenis ziemny  | Gra pojedyncza mężczyzn        | w półfinale oddał mecz walkowerem                                 |
| Brąz   | Arthur Norris | Tenis ziemny  | Gra pojedyncza mężczyzn        | w półfinale przegrał 4:6, 6:8 z Haroldem Mahoney                  |
| Brąz   | Harold Mahony Arthur Norris | Tenis ziemny  | Gra podwójna mężczyzn          | w półfinale przegrali z parą                                      |

## Skład kadry

### Gimnastyka
| Zawodnik               | Konkurencja                           | Finał | Finał   |
| Zawodnik               | Konkurencja                           | Wynik | Miejsce |
| ---------------------- | ------------------------------------- | ----- | ------- |
| William Connor         | wielobój gimnastyczno-lekkoatletyczny | 250   | 31.     |
| William Pearce         | wielobój gimnastyczno-lekkoatletyczny | 238   | 54.     |
| William Lloyd Phillips | wielobój gimnastyczno-lekkoatletyczny | 222   | 73.     |
| Henry Hiatt            | wielobój gimnastyczno-lekkoatletyczny | 172   | 124.    |

### Golf
| Zawodnik          | Konkurencja       | Runda 1 | Runda 2 | Łącznie | Pozycja |
| ----------------- | ----------------- | ------- | ------- | ------- | ------- |
| Walter Rutherford | indywidualnie (m) | b.d     | b.d     | 168     | srebro  |
| David Robertson   | indywidualnie (m) | b.d     | b.d     | 175     | brąz    |
| John Daunt        | indywidualnie (m) | b.d     | b.d     | 186     | 5.      |
| George Thorne     | indywidualnie (m) | b.d     | b.d     | 185     | 6.      |
| William Dove      | indywidualnie (m) | b.d     | b.d     | 186     | 7.      |

### Jeździectwo
Konkurencje nieolimpijskie
| Zawodnik               | Konkurencja                  | Finał              | Finał              |
| Zawodnik               | Konkurencja                  | Wynik              | Miejsce            |
| ---------------------- | ---------------------------- | ------------------ | ------------------ |
| Harold Viscount Dillon | Powożenie zaprzęgami konnymi | Nie sklasyfikowany | Nie sklasyfikowany |

### Krykiet
- Reprezentacja mężczyzn

| - Charles B. K. Beachcroft - Arthur Birkett - Alfred Bowerman - George Buckley - Francis Burchell - Frederick Christian |  | - Harry Corner - Frederick Cuming - William Donne - Alfred Powlesland - John Symes - Montagu Toller |

W turnieju rozegrano tylko jeden mecz (ponieważ zgłosiły się tylko dwie reprezentacje). Reprezentacja Wielkiej Brytanii zdobyła złoty medal.

### Lekkoatletyka
Konkurencje biegowe
| Zawodnik          | Konkurencja           | Eliminacje | Eliminacje | Półfinał | Półfinał | Repasaż | Repasaż | Finał              | Finał              |
| Zawodnik          | Konkurencja           | Wynik      | Miejsce    | Wynik    | Miejsce  | Wynik   | Miejsce | Wynik              | Miejsce            |
| ----------------- | --------------------- | ---------- | ---------- | -------- | -------- | ------- | ------- | ------------------ | ------------------ |
| Alfred Tysoe      | 800 m                 | 1:59,4     | 2.         |          |          |         |         | 2:01,2             | złoto              |
| Charles Bennett   | 1500 m                |            |            |          |          |         |         | 4:06,2             | złoto              |
| John Rimmer       | 1500 m                |            |            |          |          |         |         | b.d                | 7.                 |
| William Saward    | maraton               |            |            |          |          |         |         | Nie ukończył biegu | Nie ukończył biegu |
| Ion Pool          | maraton               |            |            |          |          |         |         | Nie ukończył biegu | Nie ukończył biegu |
| Frederick Randall | maraton               |            |            |          |          |         |         | Nie ukończył biegu | Nie ukończył biegu |
| Sidney Robinson   | 2500 m z przeszkodami |            |            |          |          |         |         | 7:38,0             | srebro             |
| John Rimmer       | 4000 m z przeszkodami |            |            |          |          |         |         | 12:58,4            | złoto              |
| Charles Bennett   | 4000 m z przeszkodami |            |            |          |          |         |         | 12:58,6            | srebro             |
| Sidney Robinson   | 4000 m z przeszkodami |            |            |          |          |         |         | 12:58,8            | brąz               |

Charles Bennett, John Rimmer, Sidney Robinson, Alfred Tysoe jako członkowie drużyny mieszanej zdobyli złoty medal w biegu drużynowym na 5000 m.
Konkurencje techniczne
| Zawodnik          | Konkurencja  | Eliminacje | Eliminacje | Finał         | Finał         |
| Zawodnik          | Konkurencja  | Wynik      | Miejsce    | Wynik         | Miejsce       |
| ----------------- | ------------ | ---------- | ---------- | ------------- | ------------- |
| Launceston Elliot | rzut dyskiem | 31,00      | 11         | Nie awansował | Nie awansował |
| Patrick Leahy     | skok w dal   | 6,710      | 5.         | 6,950         | brąz          |
| Patrick Leahy     | trójskok     |            |            | b.d           | 4.            |
| Patrick Leahy     | skok wzwyż   |            |            | 1,78          | srebro        |

### Piłka nożna
- Reprezentacja mężczyzn

| - Claude Buckenham - Tom Burridge - Alfred Chalk - William Gosling - Henry Haslam - James Jones |  | - John Nicholas - William Quash - Frederick Spackman - Richard Turner - Jack Zealley |

Reprezentacja Wielkiej Brytanii wywalczyła złoty medal (startowały tylko trzy drużyny).

#### Wyniki
| 20 października 1900 | USFSA XI | 0 : 4(0:2) | Upton Park F.C. · Nicholas · Turner · Zealey | Widzów: 500 Sędzia: Maignard (Francja) |
|                      |          |            |                                              |                                        |

### Piłka wodna
Reprezentacja mężczyzn
- Thomas Coe
- Robert Crawshaw
- William Henry
- John Arthur Jarvis
- Peter Kemp
- Victor Lindberg[k]
- Frederick Stapleton

Reprezentanci Wielkiej Brytanii zdobyli złoty medal.

#### Wyniki

##### Ćwierćfinał
| 11 sierpnia 1900 | Osborne Swimming Club | 12:0 | Tritons Lillois |  |
|                  |                       |      |                 |  |

##### Półfinał
| 12 sierpnia 1900 | Osborne Swimming Club | 10:1 | Pupilles de Neptune de Lille II |  |
|                  |                       |      |                                 |  |

##### Finał
| 11 sierpnia 1900 | Club de natation de Bruxelles | 2:7 | Osborne Swimming Club |  |
|                  |                               |     |                       |  |

### Pływanie
| Zawodnik            | Konkurencja          | Półfinał             | Półfinał             | Finał                | Finał                |
| Zawodnik            | Konkurencja          | Czas                 | Miejsce              | Czas                 | Miejsce              |
| ------------------- | -------------------- | -------------------- | -------------------- | -------------------- | -------------------- |
| Robert Crawshaw     | 200 m dowolnym       | 2:40,0               | 2.                   | 2:45,6               | 4.                   |
| Peter Kemp          | 200 m dowolnym       | 2:51,0               | 2.                   | Nie awansował        | Nie awansował        |
| Frederick Stapleton | 200 m dowolnym       | 2:47,0               | 2.                   | 2:55,0               | 6.                   |
| John Arthur Jarvis  | 1000 m dowolnym      | 14:28,6              | 1.                   | 13:40,2              | złoto                |
| Thomas Burgess      | 1000 m dowolnym      | 16:54,0              | 2.                   | Nie ukończył wyścigu | Nie ukończył wyścigu |
| John Arthur Jarvis  | 4000 m dowolnym      | 1:01:48,4            | 1.                   | 58:24,0              | złoto                |
| Thomas Burgess      | 4000 m dowolnym      | 1:15:04,8            | 2.                   | 1:15:07,6            | 4.                   |
| William Henry       | 4000 m dowolnym      | 1:22:58,4            | 3.                   | Nie ukończył wyścigu | Nie ukończył wyścigu |
| E. T. Jones         | 4000 m dowolnym      | Nie ukończył wyścigu | Nie ukończył wyścigu | Nie awansował        | Nie awansował        |
| Robert Crawshaw     | 200 m grzbietowym    | 3:15,0               | 2.                   | Nie ukończył wyścigu | Nie ukończył wyścigu |
| Thomas Burgess      | 200 m grzbietowym    | 3:50,4               | 3.                   | 3:12,0               | 5.                   |
| Frederick Stapleton | 200 m z przeszkodami | 3:18,4               | 3.                   | 2:55,0               | 5.                   |
| William Henry       | 200 m z przeszkodami | 3:14,4               | 2.                   | 2:58,0               | 6.                   |
| Peter Kemp          | 200 m z przeszkodami | 3:12,0               | 1.                   | 2:47,4               | brąz                 |

### Rugby
- Reprezentacja mężczyzn

| - Frank Bayliss - John Henry Birtles - James Cantion - Arthur Darby - Clement Deykin - L. Hood - M.L. Logan - Herbert Loveitt |  | - Herbert Nicol - Valentine Smith - M.W. Talbot - Joseph Wallis - Claude Whittindale - Raymond Whittindale - Francis Henry Wilson |

W turnieju drużyna Wielkiej Brytanii rozegrała jeden mecz z reprezentacją Francji.
| 28 października 1900 | Francja | 27:8(21:0) | Wielka Brytania | Vélodrome de Vincennes Widzów: 6000 Sędzia: M. Potter |
| 28 października 1900 |         | 27:8(21:0) |                 | Vélodrome de Vincennes Widzów: 6000 Sędzia: M. Potter |

Reprezentacja Wielkiej Brytanii zdobyła srebrny medal.

### Strzelectwo
| Zawodnik      | Konkurencja | Finał | Finał   |
| Zawodnik      | Konkurencja | Wynik | Pozycja |
| ------------- | ----------- | ----- | ------- |
| Sidney Merlin | trap        | 12    | 7.      |

### Szermierka
| Zawodnik                | Konkurencja      | Runda 1                                         | Runda 1 | Ćwierćfinały  | Ćwierćfinały  | Półfinały     | Półfinały     | Finał         | Finał         | Pozycja       |
| Zawodnik                | Konkurencja      | Przeciwnik                                      | Wynik   | Przeciwnik    | Wynik         | Przeciwnik    | Wynik         | Przeciwnik    | Wynik         | Pozycja       |
| ----------------------- | ---------------- | ----------------------------------------------- | ------- | ------------- | ------------- | ------------- | ------------- | ------------- | ------------- | ------------- |
| Eugène Plisson          | floret zawodowcy | b.d                                             | P       | Nie awansował | Nie awansował | Nie awansował | Nie awansował | Nie awansował | Nie awansował | Nie awansował |
| Charles Newton Robinson | szpada amatorzy  | Levé Maurice Jay de Labourde Lemoine de Romilly | b.d     | Nie awansował | Nie awansował | Nie awansował | Nie awansował | Nie awansował | Nie awansował | Nie awansował |

### Tenis ziemny
| Zawodnik                          | Konkurencja | 1/8                              | Ćwierćfinały                                          | Półfinały                                               | Finał                                                | Finał   |
| Zawodnik                          | Konkurencja | Przeciwnik Wynik                 | Przeciwnik Wynik                                      | Przeciwnik Wynik                                        | Przeciwnik Wynik                                     | Pozycja |
| --------------------------------- | ----------- | -------------------------------- | ----------------------------------------------------- | ------------------------------------------------------- | ---------------------------------------------------- | ------- |
| Lawrence Doherty                  | singiel (m) | Pierre Lebréton W 2:0 (6:2, 6:3) | Basil Garmendia W 2:0 (6:2, 8:6)                      | Reginald Doherty P (walkower)                           | Nie awansował                                        | brąz    |
| Reginald Doherty                  | singiel (m) | Étiemme Durand W 2:0 (6:1, 6:3)  | Paul Lecaron W 2:0 (6:2, 6:1)                         | Lawrence Doherty W (walkower)                           | Harold Mahony W 3:0 (6:4, 6:2, 6:3)                  | złoto   |
| Arthur Norris                     | singiel (m) | André Prévost W 2:0 (6:4, 6:4)   | Archibald Warden W 2:0 (6:4, 6:2)                     | Harold Mahony P 0:2 (6:8, 1:6)                          | Nie awansował                                        | brąz    |
| Archibald Warden                  | singiel (m) | Wylie Grant W (walkower)         | Arthur Norris P 0:2 (4:6, 2:6)                        | Nie awansował                                           | Nie awansował                                        | 5.      |
| Harold Mahony                     | singiel (m) | Charles Sands W 2:0 (6:2, 6:3)   | Max Décugis W (walkower)                              | Arthur Norris W 2:0 (8:6, 6:1)                          | Reginald Doherty P 0:3 (4:6. 2:6, 3:6)               | srebro  |
| Charlotte Cooper                  | singiel (k) |                                  | Marguerite Fourrier W 2:0 (6:2, 6:0)                  | Marion Jones W 2:0 (6:2, 7:5)                           | Hélène Prévost W 2:0 (6:1, 6:4)                      | złoto   |
| Lawrence Doherty Reginald Doherty | debel (m)   |                                  | Pierre Lebréton Paul Lecaron W 2:0 (6:2, 6:3)         | Harold Mahony Arthur Norris W 3:0 (6:1, 6:4, 6:1)       | Max Décugis Basil de Garmendia W 3:0 (6:1, 6:1, 6:0) | złoto   |
| Harold Mahony Arthur Norris       | debel (m)   |                                  | Étienne Durand Antoine Fauchier W 2:1 (6:8, 6:1, 6:3) | Lawrence Doherty Reginald Doherty P 0:3 (1:6, 4:6, 1:6) | Nie awansowali                                       | brąz    |
| Charlotte Cooper Reginald Doherty | mikst       |                                  |                                                       | Marion Jones Lawerence Doherty W 2:0 (6:2 6:4)          | Hélène Prévost Harold Mahony W 2:0 (6:2, 6:4)        | złoto   |

Archibald Warden wystąpił w grze podwójnej mężczyzn w parze z Amerykaninem Charles Sands – odpadli w ćwierćfinale.

### Wioślarstwo
| Zawodnik       | Konkurencja | Półfinały | Półfinały | Finał  | Finał | Miejsce |      |
| Zawodnik       | Konkurencja | Czas      | M.        | Czas   | M.    | Miejsce |      |
| -------------- | ----------- | --------- | --------- | ------ | ----- | ------- | ---- |
| St George Ashe | M1x         | 6:38,8    | 1.        | 8:37,2 | 3.    | 8:15,6  | brąz |

### Żeglarstwo
| Sternik                    | Załoga                                     | Nazwa jachtu | Czas rzeczywisty | Handicap | Czas /Punkty | Pozycja |
| -------------------------- | ------------------------------------------ | ------------ | ---------------- | -------- | ------------ | ------- |
| Lorne Currie               | Algernon Maudslay John Gretton             | Scotia       | 3:29:45          |          |              | złoto   |
| John Howard Taylor         | Edward Hore Harry Jefferson                | Bona Fide    | 3:35:12          | 39:46    | 4:14:58      | złoto   |
| Edward Hore                | b.d                                        | Laurea       |                  | 58:44    | 23 pkt       | brąz    |
| S. M. Mellor               | b.d                                        | Nan          |                  | 55:14    | 19 pkt       | 5.      |
| Lord Lorne Campbell Currie | John Gretton Linton Hope Algernon Maudslay | Scotia       | 5:56:17          |          |              | złoto   |